# 이재성 (1992년)
이재성(李在城, 1992년 8월 10일~)은 대한민국의 축구 선수로 포지션은 미드필더, 윙어이다. 현재 독일 분데스리가의 1. FSV 마인츠 05와 대한민국 축구 국가대표팀에서 활동하고 있다. 

## 구단 경력

### 전북 현대 모터스
이재성은 1992년 경남 울산 남구 야음동에서 태어났다.
당시 서동원 감독이 있었던 고려대학교에 재학 중이었던 2014년 전북 현대 모터스에 자유계약으로 입단하였다. 브라질 전지훈련에서 이동국과 더불어 최다골을 터뜨리며 신인임에도 팬들에게 깊은 인상을 주었다.2014년 3월 15일 인천 유나이티드와의 경기에서 프로무대에 데뷔했다. 4월 2일 광저우 에버그란데와의 AFC 챔피언스리그 조별리그 경기에서 레오나르도의 골을 도움으로서 프로 데뷔이후 첫 공격포인트를 기록했다.
26일 경남 FC와의 경기에서 이승기의 패스를 왼발 슛으로 연결하여 데뷔골을 기록했다. 데뷔 시즌 리그 26경기에 출전하여 4골 4도움을 기록하였다.
2015년 3월 2일 AFC 챔피언스리그 조별리그 산둥 루넝과의 경기에서 시즌 마수걸이 골을 터뜨렸다. 이재성은 이 경기에서 1골 1도움을 기록하며 팀의 4-1승리를 이끌었다. 11월 8일 제주 유나이티드와의 경기에서 1-0 승리의 결승골을 기록했다. 이 경기를 승리하며 소속팀 전북 현대 모터스는 남은 경기에 상관 없이 K리그 클래식 우승을 확정지었다. 시즌 종료 이후 K리그 영플레이어상과 K리그 베스트 11을 수상했다.

2016년 2월 13일 FC 도쿄와의 AFC 챔피언스리그 조별리그 1차전 경기에서 이동국의 골을 어시스트하며 2-1승리에 일조했다. 3월 12일 FC 서울과의 K리그 개막전에서 김신욱의 골을 어시스트하며 팀의 1-0 승리에 일조했다. 4월 20일 FC 도쿄와의 AFC 챔피언스리그 경기에서 김보경의 패스를 헤딩으로 연결해 시즌 마수걸이 골을 기록했고 팀은 3-0으로 승리했다. 2016년 11월 26일 알아인 FC와의 AFC 챔피언스리그 결승 2차전에서 한교원의 골을 어시스트하며 팀의 AFC 챔피언스리그 우승에 공헌했다. 2016시즌 종료 이후 K리그 베스트 11을 수상했다.
2017 시즌을 앞두고 종아리뼈 부상을 당했다. 5월 14일 울산 현대와의 경기에서 복귀전을 치렀다. 5월 21일 인천 유나이티드와의 경기에서 시즌 마수걸이 골을 성공시켰다. 하지만 팀은 후반 추가시간 송시우에게 실점을 허용해 1-1 무승부를 거두었다. 10월 22일 강원 FC와의 경기에서 각각 전반 6분 로페즈, 후반 11분 이승기, 후반 25분 에두의 골을 어시스트 하며 프로데뷔 첫 도움 해트트릭을 기록했다. 이재성의 활약으로 팀은 4-0 대승을 거두었으며 남은 경기에 상관 없이 AFC 챔피언스리그 2018진출을 확정지었다. 10월 29일 제주 유나이티드와의 경기에서 득점에 성공해 팀의 3-0승리에 일조했다. 이 경기에서 승리하면서 소속팀 전북 현대 모터스는 남은 경기에 관계 없이 K리그 2017 우승을 확정했다. 시즌 종료 이후 K리그 최우수선수상과 K리그 베스트 11을 수상했다.
2018년 2월 13일 가시와 레이솔과의 AFC 챔피언스리그 조별리그에서 이동국의 골을 어시스트하며 팀의 3-2역전승에 일조했다. 3월 1일 울산 현대와의 K리그1 개막전에서 이동국의 골을 어시스트하며 K리그1 2018의 첫 도움을 기록했다. 4월 14일 전남 드래곤즈와의 경기에서 시즌 마수걸이 골을 성공시켜 팀의 3-0 승리에 일조했다. 5월 15일 부리람 유나이티드와의 AFC 챔피언스리그 16강 2차전에서 2-0으로 도망가는 골을 성공시키며 팀의 극적인 8강 진출을 이끌었다. 7월 11일 울산 현대와의 경기에서 득점에 성공하며 러시아 월드컵이후 첫 공격포인트를 기록했다. 이 경기에서 팀은 2-0으로 승리했다.

### 홀슈타인 킬
러시아 월드컵이후 이재성은 유럽 무대 진출을 타진했고, 2018년 7월 25일에 2. 분데스리가의 홀슈타인 킬로의 이적이 확정되었다. 8월 4일, 함부르크 SV와의 경기에서 홀슈타인 킬 이적 이후 첫 경기를 치렀고 이 경기에서 두 개의 도움을 기록하며 깊은 인상을 남겼다.

### 마인츠
2021-22 시즌을 앞두고 독일 분데스리가의 마인츠로 이적했다. 2022년 8월 8일에 열린 SV 07 엘페르스베르크와의 DFB-포칼 1차전에 출전하여 마인츠 선수로서의 첫 경기를 가졌다.

## 국가대표팀 경력
2014년 8월 14일 발표된 2014 아시안 게임에 출전하는 U-23 대표팀 최종 엔트리에 이름을 올렸다. 그리고 결승전에서 만난 북한을 1:0으로 이기고 금메달을 획득하는 데 일조하였고 병역해택를 받았다.
2015년 3월 27일, 우즈베키스탄과의 친선 경기에서 정동호와 동반 A매치 데뷔전을 치렀다. A매치 데뷔전을 치르고 4일 후인 3월 31일 뉴질랜드전 본인의 A매치 2번째 경기에서 A매치 데뷔골을 넣었다.
2015년 6월 1일, 친선경기 UAE전 및 2018년 FIFA 월드컵 아시아 지역 2차 예선 미얀마전 명단에 포함되었다. 그리고 6월 16일에 치른 미얀마전에서 자신의 A매치 2호골을 성공시켰다. 같은 해 7월 20일 발표된 2015 동아시안컵에 참가하는 대한민국 대표팀 최종 명단에 포함되었으며 2015 동아시안컵 우승에 일조했다.
2015년 8월 24일 2018년 FIFA 월드컵 아시아 지역 2차 예선 라오스전 및 레바논전 명단에 포함되었으며, 2015년 9월 3일 라오스전에서 후반 추가시간에 자신의 A매치 3호골을 기록하였다.
2016년 6월 2일 스페인전에서 후반 교체 출전하여 주세종의 A매치 데뷔골을 도왔다.
2017년 EAFF E-1 풋볼 챔피언십 국가대표에 선발되었다. 첫 경기인 중국전에서 2-1로 리드를 가져오는 역전골을 기록했다. 하지만 팀은 2-2로 무승부를 기록했다. 대회 기간 동안 좋은 활약을 보여주었고, 대회 종료이후 대회 MVP를 수상했다.
2018년 러시아 월드컵 대한민국 축구 국가대표팀 선수 명단에 이름을 올렸다. 2018년 6월 8일 스웨덴 축구 국가대표팀과의 경기에 선발 출장하며 월드컵 무대에 데뷔했다.
2019년 AFC 아시안컵 최종명단에 이름을 올렸다. 하지만 조별예선 1차전 필리핀 축구 국가대표팀과의 경기에서 입은 오른쪽 엄지발가락 부상으로 인해 이후 경기에 출전하지는 못했다.

## 경력 통계

### 클럽 기록
| 시즌          | 클럽             | 소속리그      | 리그 | 리그 | 국내 컵 | 국내 컵 | 대륙 대회 | 대륙 대회 | 기타 | 기타 | 통산 | 통산 |
| 시즌          | 클럽             | 소속리그      | 출장 | 득점 | 출장    | 득점    | 출장      | 득점      | 출장 | 득점 | 출장 | 득점 |
| ------------- | ---------------- | ------------- | ---- | ---- | ------- | ------- | --------- | --------- | ---- | ---- | ---- | ---- |
| 2014          | 전북 현대 모터스 | K리그1        | 26   | 4    | 3       | 0       | 7         | 1         | -    | -    | 36   | 5    |
| 2015          | 전북 현대 모터스 | K리그1        | 34   | 7    | 1       | 0       | 9         | 2         | -    | -    | 44   | 9    |
| 2016          | 전북 현대 모터스 | K리그1        | 32   | 3    | 1       | 0       | 13        | 1         | 2    | 0    | 48   | 4    |
| 2017          | 전북 현대 모터스 | K리그1        | 28   | 8    | 0       | 0       | -         | -         | -    | -    | 28   | 8    |
| 2018          | 전북 현대 모터스 | K리그1        | 17   | 4    | 0       | 0       | 8         | 1         | -    | -    | 25   | 5    |
| 대한민국 소계 | 대한민국 소계    | 대한민국 소계 | 137  | 26   | 5       | 0       | 37        | 5         | 2    | 0    | 181  | 31   |
| 2018-19       | 홀슈타인 킬      | 2. 분데스리가 | 29   | 5    | 2       | -       | -         | -         | -    | -    | 31   | 5    |
| 2019-20       | 홀슈타인 킬      | 2. 분데스리가 | 31   | 9    | 2       | 1       | -         | -         | -    | -    | 33   | 10   |
| 2020-21       | 홀슈타인 킬      | 2. 분데스리가 | 33   | 5    | 5       | 2       | -         | -         | 2    | 0    | 40   | 8    |
| 2021-22       | 마인츠 05        | 분데스리가    | 27   | 4    | 3       | 0       | -         | -         | -    | -    | 30   | 4    |
| 2022-23       | 마인츠 05        | 분데스리가    | 34   | 7    | 2       | 0       | -         | -         | -    | -    | 36   | 7    |
| 2023-24       | 마인츠 05        | 분데스리가    | 29   | 6    | 2       | 0       | -         | -         | -    | -    | 31   | 6    |
| 2024-25       | 마인츠 05        | 분데스리가    | 33   | 7    | 1       | 0       | -         | -         | -    | -    | 34   | 7    |
| 독일 소계     | 독일 소계        | 독일 소계     | 217  | 43   | 17      | 3       | -         | -         | 2    | 1    | 235  | 47   |
| 종합          | 종합             | 종합          | 353  | 69   | 22      | 3       | 37        | 5         | 4    | 1    | 416  | 78   |

- 업데이트: 2025년 5월 17일

### 국가대표팀 출장 기록
| 연도  | 출전 | 득점 | 도움 | Yellow card | Red card |
| ----- | ---- | ---- | ---- | ----------- | -------- |
| 2015  | 13   | 4    | 3    | 0           | 0        |
| 2016  | 6    | 0    | 1    | 0           | 0        |
| 2017  | 8    | 1    | 3    | 0           | 0        |
| 2018  | 14   | 2    | 1    | 1           | 0        |
| 2019  | 8    | 1    | 0    | 0           | 0        |
| 2020  | 2    | 0    | 0    | 1           | 0        |
| 2021  | 8    | 1    | 1    | 0           | 0        |
| 2022  | 8    | 0    | 3    | 0           | 0        |
| 2023  | 10   | 0    | 2    | 0           | 0        |
| 2024  | 17   | 4    | 5    | 1           | 0        |
| 2025  | 4    | 2    | 0    | 0           | 0        |
| Total | 98   | 15   | 19   | 3           | 0        |

### 국가대표팀 득점 기록
| #  | 경기일     | 경기장소       | 상대팀                | 득점  | 결과  | 비고                                    |
| -- | ---------- | -------------- | --------------------- | ----- | ----- | --------------------------------------- |
| 1  | 2015/03/31 | 대한민국, 서울 | 뉴질랜드              | 1 – 0 | 1 – 0 | 친선 경기                               |
| 2  | 2015/06/16 | 태국, 방콕     | 미얀마                | 1 – 0 | 2 – 0 | 2018년 FIFA 월드컵 아시아 지역 2차 예선 |
| 3  | 2015/09/03 | 대한민국, 화성 | 라오스                | 8 – 0 | 8 – 0 | 2018년 FIFA 월드컵 아시아 지역 2차 예선 |
| 4  | 2015/11/12 | 대한민국, 수원 | 미얀마                | 1 – 0 | 4 – 0 | 2018년 FIFA 월드컵 아시아 지역 2차 예선 |
| 5  | 2017/12/09 | 일본, 도쿄     | 중화인민공화국        | 2 – 1 | 2 – 2 | 2017년 EAFF E-1 풋볼 챔피언십           |
| 6  | 2018/06/01 | 대한민국, 전주 | 보스니아 헤르체고비나 | 1 – 1 | 1 – 3 | 친선 경기                               |
| 7  | 2018/09/07 | 대한민국, 고양 | 코스타리카            | 1 – 0 | 2 – 0 | 친선 경기                               |
| 8  | 2019/03/26 | 대한민국, 서울 | 콜롬비아              | 2 – 1 | 2 – 1 | 친선 경기                               |
| 9  | 2021/11/16 | 카타르, 도하   | 이라크                | 1 – 0 | 3 – 0 | 2022년 FIFA 월드컵 아시아 지역 3차 예선 |
| 10 | 2024/01/06 | UAE, 아부다비  | 이라크                | 1 – 0 | 1 – 0 | 친선경기                                |
| 11 | 2024/03/26 | 태국, 방콕     | 태국                  | 1 – 0 | 3 - 0 | 2026년 FIFA 월드컵 아시아 지역 2차 예선 |
| 12 | 2024/10/10 | 요르단, 암만   | 요르단                | 1 – 0 | 2 – 0 | 2026년 FIFA 월드컵 아시아 지역 3차 예선 |
| 13 | 2024/10/15 | 대한민국, 용인 | 이라크                | 3 – 1 | 3 – 2 | 2026년 FIFA 월드컵 아시아 지역 3차 예선 |
| 14 | 2025/03/25 | 대한민국, 수원 | 요르단                | 1 – 0 | 1 – 1 | 2026년 FIFA 월드컵 아시아 지역 3차 예선 |
| 15 | 2025/06/10 | 대한민국, 서울 | 쿠웨이트              | 4 – 0 | 4 - 0 | 2026년 FIFA 월드컵 아시아 지역 3차 예선 |

## 수상 내역

### 팀
전북 현대 모터스
- K리그 클래식 : 우승 (2014, 2015, 2017, 2018)
- AFC 챔피언스리그 : 우승 (2016)

대한민국
- 아시안 게임 축구 : 금메달 (2014)
- EAFF E-1 풋볼 챔피언십 : 우승 (2015, 2017)

### 개인
- 현대오일뱅크 K리그 클래식 2015 영플레이어상
- 현대오일뱅크 K리그 클래식 2015 베스트 11
- 현대오일뱅크 K리그 클래식 2016 베스트 11
- KEB하나은행 K리그 클래식 2017 베스트 11
- KEB하나은행 K리그 클래식 2017 최우수선수상
- 2017년 EAFF E-1 풋볼 챔피언십 MVP
- 2017년 EAFF E-1 풋볼 챔피언십 베스트 듀얼 플레이어상
- 2. 분데스리가 올해의팀
- 홀슈타인 킬 올해의 선수상